# Королівська гвардія Данії

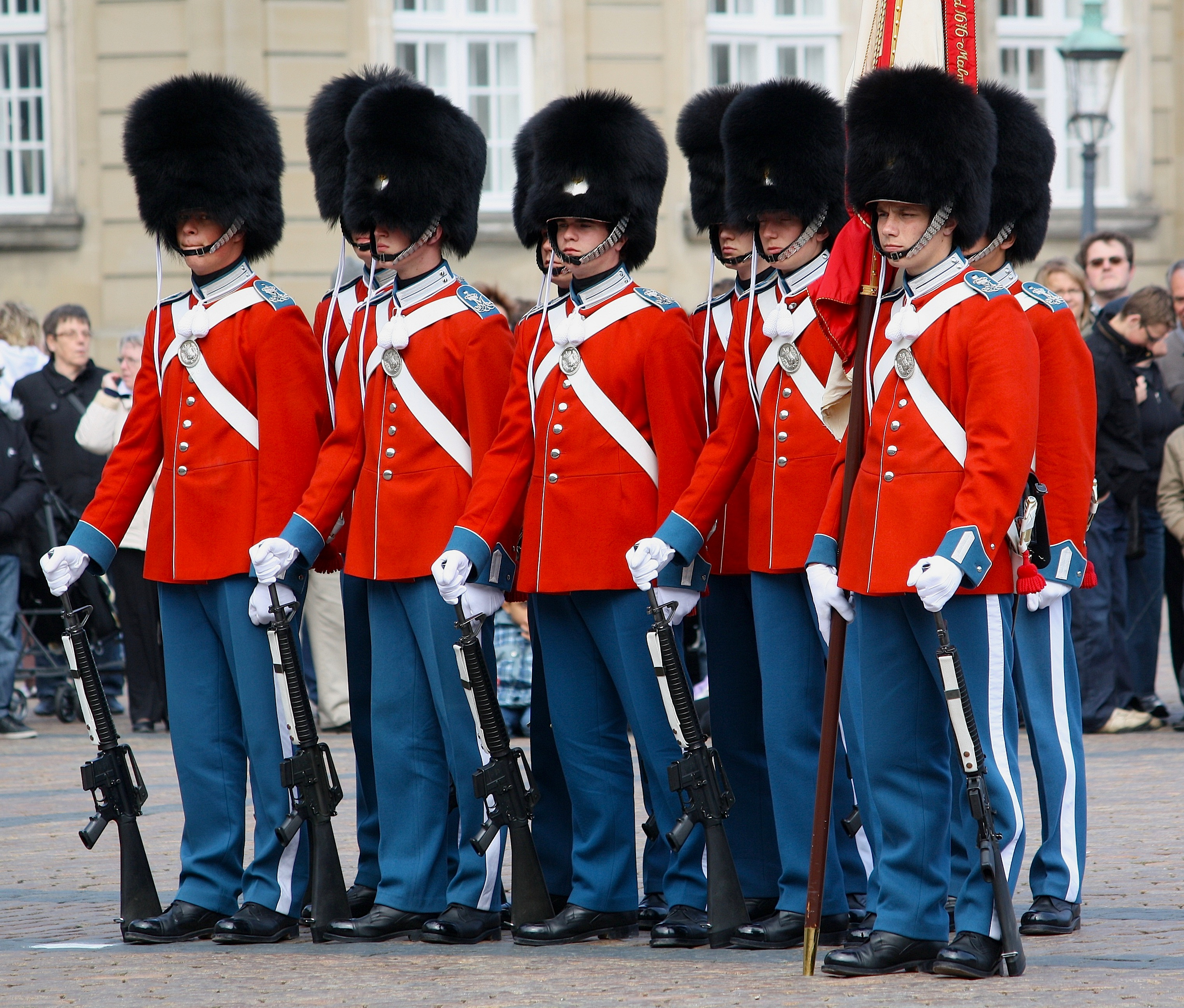
Королівські гвардійці присутні на дні народження королеви Маргрете II 16 квітня 2009 року

Королівська лейбгвардія (дан. Den Kongelige Livgarde) — стрілецький полк у складі Данської армії, заснований у 1658 році королем Фредеріком III. Полк виконує дві основні функції: 1) передова бойова одиниця 2) охоронний і церемоніальний підрозділ данської монархії (лейбгвардія). У 1684—1867 роках Королівська гвардія носила назву Королівської пішої гвардії (дан. Den Kongelige Livgarde til Fods), щоб відрізніти її від полку Королівської кінної гвардії (дан. Livgarden til Hest). У часи свого перебування у частинах данських військ, кронпринц Фредерік відбував службу саме в королівській гвардії у чині сержанта.

## Функції гвардії
Королівська гвардія забезпечує постійну варту палацу Амалієнборг, Кастелету (частина стародавніх споруд захисту Копенгагену), замок Росенборг. В деяких випадках гвардійці здійснюють охорону палацу Фреденсборг, палацу Марселісборг, палацу Гростен, палацу Крістіансборґ та інших об'єктів Данського королівства.

## Організація
Полк включає в себе три батальйону і Гвардійську роту:
- 1-й батальон — заснований в 1658 році (мотопіхотний батальйон, входить до складу 2-ї бригади).
- 2-й батальон — заснований в 1867 році (мотопіхотний батальйон, входить до складу 2-х бригади).
- 3-й батальйон — заснований у 1923 (навчальний батальйон).
- Гвардійська рота (дан. Vagtkompagniet) — заснована у 1659 році (церемоніальний і охороний підрозділ).

## Уніформа
Щоденний мундир Королівської лейбгвардії при перебуванні на варті — темно-синий. Повний мундир дуже схожий на мундир полків Пішої гвардії британської армії: червоний чи синій кітель; сині штани; Медвежа шапка із кокардою (сонце і королівський герб); історична піхотна сабля (з числа трофеїв першої Шлезвігської війни 1848—1850 років — початкова французька шабля).

## Галерея

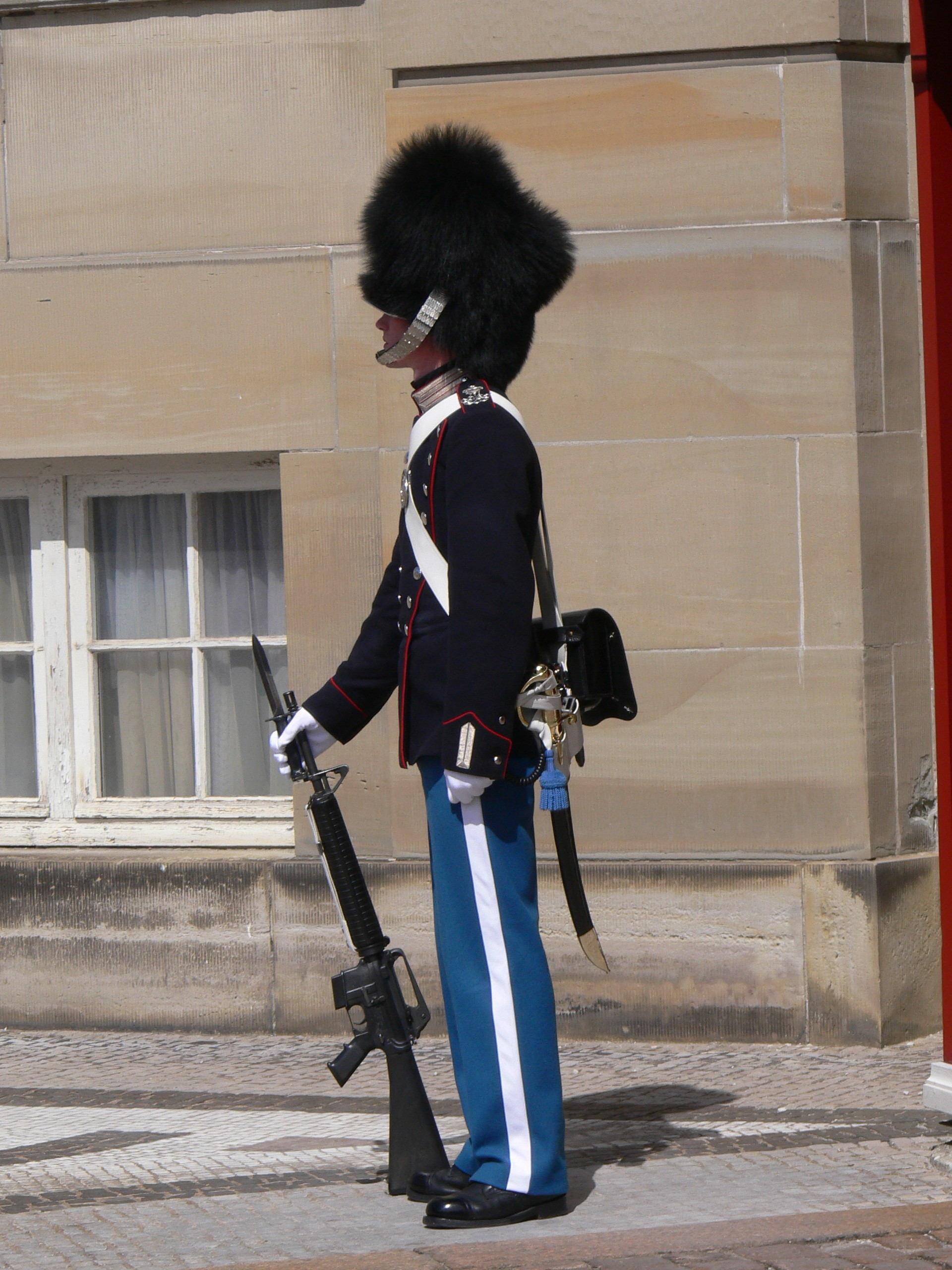
Королівська почесна варта біля палацу Амалієнборг, Копенгаген.
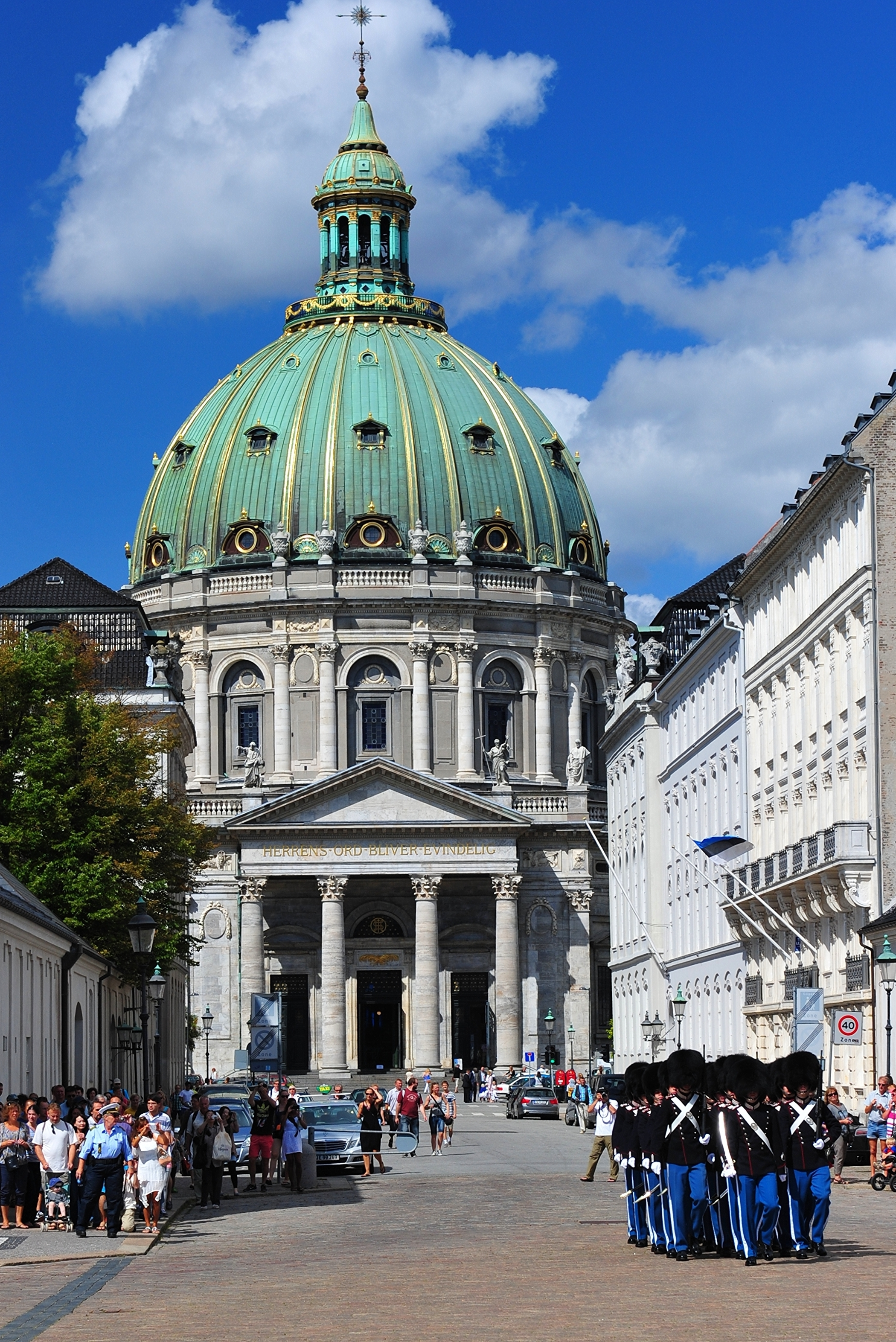
Королівська гвардія на вулиці Frederiksgade, Копенгаген
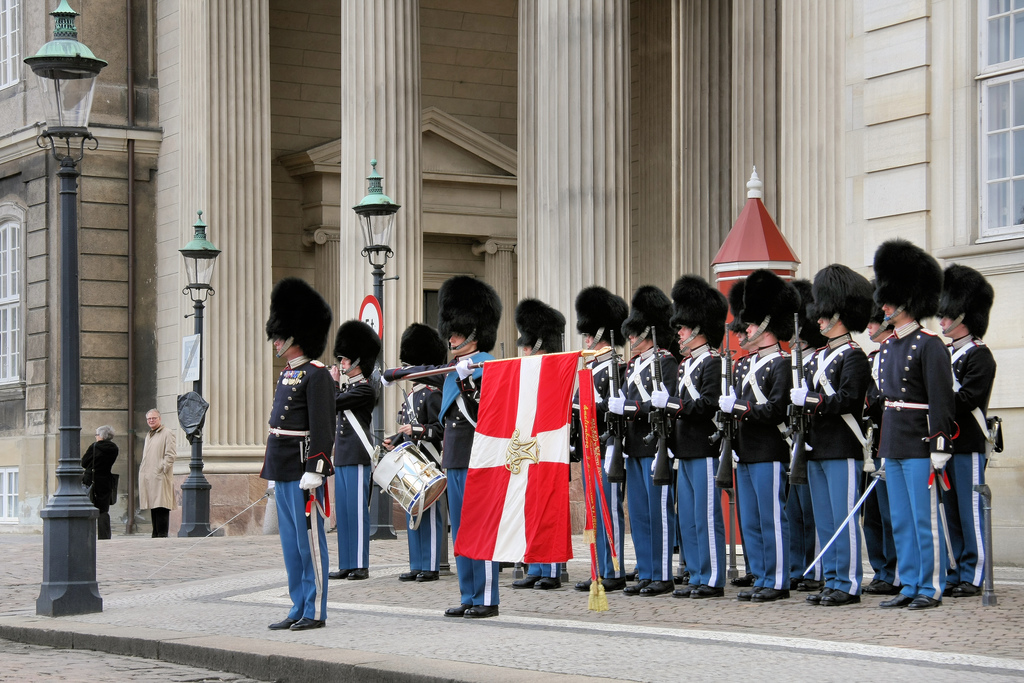
Данська Королівська гвардія під час церемонії, Амалієнборг.
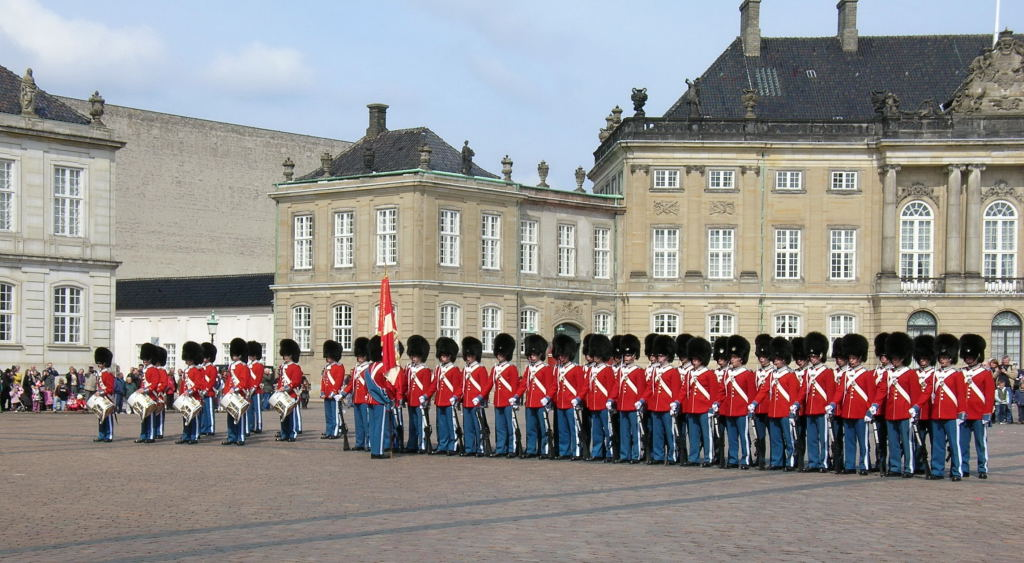
Зміна почесної варти біля палацу Амелієнборг.